# Дороті Теннін
Дороті Теннін (англ. Dorothea Tanning; 25 серпня 1910, Гейлсбург — 31 січня 2012, Мангеттен, Нью-Йорк) — американська художниця та письменниця-фантастка, представниця сюрреалізму.

## Біографія
Будучи нащадком емігрантів із Швеції, у 1930 році залишила Швецію[уточнити] і приїхала до Чикаго навчатися живопису. Потім переїхала до Нью-Йорка, де працювала в рекламі. У 1936 році на виставці сюрреалістів і дадаїстів відкрила для себе сучасне мистецтво. У 1942 році ввійшла в групу сюрреалістів, яка сформувалася у Нью-Йорку навколо Андре Бретона. У 1943 році зблизилася з Максом Ернстом, у жовтні 1946 року одружилася з ним. Оселилася в Седоні, штат Аризона, у 1948 році переїхали до Франції, у 1953 році оселилися у Парижі. З 1955 року жили у власному будинку в Турені, у 1963 році переїхали до південного містечка Сеян (департамент Вар). У 1976 році чоловік помер, у 1978 Дороті Тенін повернулася до Нью-Йорка, де прожила до кінця життя.

## Творчість
Виступала як живописиця, скульпторка, графікеса, сценографка, оформляла книги (працювала над книгами Андре Пьейра де Мандьярга, Герасима Люка). Брала участь у другій виставці documenta (1959) в Касселі. У 1974 році ретроспектива її робіт була представлена в Центрі Помпіду у Парижі. До столітнього ювілею художниці музей Макса Ернста У Сіяні організував у жовтні 2010 року експозицію Happy Birthday Dorothea Tanning.

## Літературні праці
У 1986 році опублікувала книгу мемуарів День народження, у 2001 році — другу, «Між життями». Також надрукувала роман і дві книги віршів. У 2004 році опублікувала роман Прірва: вікенд (Chasm: A Weekend)